# Lewis County, Missouri
Lewis County är ett administrativt område i delstaten Missouri, USA, med 10 211 invånare. Den administrativa huvudorten (county seat) är Monticello.

## Geografi
Enligt United States Census Bureau har countyt en total area på 1 323 km². 1 308 km² av den arean är land och 16 km² är vatten.